# Октябрський район (Ханти-Мансійський автономний округ)
Октя́брський район (рос. Октябрьский район) — адміністративна одиниця Ханти-Мансійського автономного округу Російської Федерації.
Адміністративний центр — селище Октябрське.

## Географія
Площа — 24502 км². Район розташований в межах лісової зони Західно-Сибірської рівнини в центральній-північно-західній частині Ханти-Мансійського автономного округу.

### Клімат
Зима триває близько 200 днів у році. Нетривалий літній період, як правило, спекотний.

### Водні ресурси
Найбільша річка району — Об, тече з південного-сходу на північ і на північний-захід. У північній частині району, поблизу селища Перегрьобне, основне русло річки розчленовується на ряд водотоків-рукавів, основними з яких є Велика і Мала Об. Крім Обі річкова мережа району представлена 134 малими річками і струмками, а також 1644 озерами.

### Природа

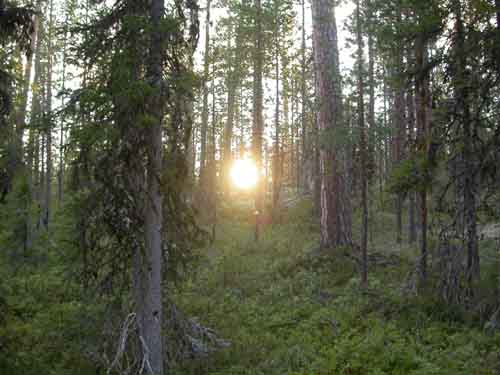
Тайга

Більшу частину території району покриває тайга. Основу тайги складають хвойні дерева: сосна, ялина, кедр, рідше зустрічаються береза і осика. У тайзі живе велике сімейство куницевих: соболь, горностай, ласка, видра, куниця. Часто зустрічаються бурі ведмеді, лисиці, зайці.
Ліси й болота багаті плодово-харчовими видами рослинності: журавлиною, брусницею, чорницею, лохиною, смородиною, морошкою, малиною, шипшиною, черемхою, горобиною.

## Історія
На підставі постанови ВЦВК від 4 липня 1937 року в складі Остяко-Вогульського національного округу Омської області утворений Мікоянівський район з центром в селі Кондінське. До складу району увійшло 7 сільських рад з Березовського та Самаровського районів: Великоатлимська, Казимська, Кеушинська, Кондинська, Нарикарська, Полноватська, Шеркальська.
Указом Президії Верховної Ради РРФСР від 10 січня 1950 року Казимська і Полноватська сільради передані до складу Березівського району.
Рішенням облвиконкому від 30 травня 1957 року утворена Лорбінська сільрада; Нарикарська сільрада перейменована в Перегребінську.
Указом Президії Верховної Ради РРФСР від 13 грудня 1957 року район перейменований в Октябрський, районний центр — село Кондінське — в село Октябрське, Кондінська сільрада — в Октябрську.
У січні 1958 року Великоатлимську сільраду перейменовано в Малоатлимську.
Рішеннями облвиконкому:
- Від 23 липня 1959 року — село Октябрське віднесено до категорії робочих селищ; Октябрська сільрада ліквідована;
- Від 10 січня 1961 року — утворена Пальяновська сільрада;
- Від 9 лютого 1961 року — Кеушинська сільрада перейменована в Каримкарську;
- Від 6 січня 1967 року — утворена Няхинська сільрада;
- Від 16 грудня 1971 року — утворена Сергінська сільрада;
- Від 10 лютого 1972 року — утворена Вон'єганська сільрада;
- Від 19 листопада 1975 року — утворена Великоатлимська сільрада; Лорбінська сільрада ліквідована;
- Від 26 жовтня 1976 року — селище Нях віднесене до категорії робітничих селищ; Няхинська сільрада ліквідована;
- Від 5 листопада 1984 року — Пальяновська сільрада перейменовано в Кам'яну;
- Від 19 листопада 1984 року — селище Андра віднесене до категорії робітничих селищ.

Указом Президії Верховної Ради РРФСР від 15 серпня 1985 року робітниче селище Нях перетворене в місто Нягань окружного підпорядкування.
Рішеннями облвиконкому:
- Від 28 березня 1987 року — утворена Нижньонарикарська сільрада;
- Від 10 травня 1988 року — Вон'єганська сільрада перейменована в Ун'юганську; селище Приоб'є віднесене до категорії робітничих селищ.
- 14 жовтня 1991 року — утворено робітниче селище Талинка.
- 22 липня 1992 року — робітниче селище Талинка передано в адміністративне підпорядкування Няганскої міськради.
- 10 січня 1997 року — утворено Пальянівську сільраду.

## Населення
Населення району становить 28605 осіб (2018; 32224 у 2010, 34127 у 2002).

## Адміністративно-територіальний поділ
На території району 4 міських поселення та 7 сільських поселень:
| Поселення                          | Площа, км² | Населення, осіб (2002) | Населення, осіб (2010) | Населення, осіб (2017) | Центр       | Населені пункти |
| ---------------------------------- | ---------- | ---------------------- | ---------------------- | ---------------------- | ----------- | --------------- |
| Андринське міське поселення        | 79,40      | 1974                   | 1830                   | 1529                   | Андра       | 1               |
| Октябрське міське поселення        | 205,05     | 4353                   | 3987                   | 3388                   | Октябрське  | 3               |
| Приобське міське поселення         | 91,69      | 7140                   | 7215                   | 6783                   | Приоб'є     | 1               |
| Талинське міське поселення         | 96,31      | 4844                   | 4121                   | 3559                   | Талинка     | 1               |
| Каменне сільське поселення         | 166,10     | 741                    | 717                    | 632                    | Каменне     | 2               |
| Каримкарське сільське поселення    | 212,56     | 1319                   | 1119                   | 1034                   | Каримкари   | 2               |
| Малоатлимське сільське поселення   | 240,05     | 2083                   | 1834                   | 1649                   | Малий Атлим | 5               |
| Перегрьобинське сільське поселення | 224,61     | 4015                   | 4129                   | 3649                   | Перегрьобне | 4               |
| Сергинське сільське поселення      | 45,74      | 1374                   | 1708                   | 1684                   | Сергино     | 1               |
| Ун'юганське сільське поселення     | 81,34      | 5067                   | 4577                   | 4268                   | Ун'юган     | 1               |
| Шеркальське сільське поселення     | 103,58     | 1217                   | 987                    | 849                    | Шеркали     | 1               |

## Найбільші населені пункти
| № | Населений пункт | Населення, осіб (2002) | Населення, осіб (2010) |
| - | --------------- | ---------------------- | ---------------------- |
| 1 | Приоб'є         | 7 140                  | 7 215                  |
| 2 | Ун'юган         | 5 067                  | 4 577                  |
| 3 | Талинка         | 4 844                  | 4 121                  |
| 4 | Октябрське      | 3 857                  | 3 640                  |
| 5 | Перегрьобне     | 2 890                  | 3 176                  |
| 6 | Андра           | 1 974                  | 1 830                  |
| 7 | Сергино         | 1 374                  | 1 708                  |

## Економіка
Промисловість району представлена традиційними галузями — лісозаготівельна, лісопереробна, рибний промисел і рибоконсервна, а також галузями, історія розвитку яких на території Октябрського району порівняно невелика — розвідка надр і видобуток і транспортування нафти та газу.